# Роза
Ро́за — собирательное название видов и сортов представителей рода Шипо́вник (лат. Rósa), выращиваемых человеком и растущих в дикой природе. Бо́льшая часть сортов роз получена в результате длительной селекции путём многократных повторных скрещиваний и отбора. Некоторые сорта являются формами дикорастущих видов.

## Этимология
Русское «роза» и варианты «дикая роза», «рожа», «розан», «рожан», «ружа» через немецкое посредство (нем. Rose) были заимствованы из лат. rosa, которое, в свою очередь, заимствовано из др.-греч. ῥόδον, rhódon (ср. с названием декоративного растения ῥοδόδενδρον, rhodódendron — «розовое дерево»). Древнегреческое слово (праформа — *ϝρόδον — *wródon) связано с арм. վարդ, vard — «роза» и праиранск. *ṷṛda-. Отсюда и перс. گل‎, gol — «роза». В русском языке употреблялось название шиповника собачьего — «гуляф» — «гуляфная вода», «розовая вода», первоначальное значение которого заимствовано из ново-персидского گلاب, golâb от گل, gol — «роза» и آب, âb — «вода». Ср. с азерб. guläbi — «благовонная эссенция».

## История
Розы впервые начали выращивать в Древнем Риме, хотя основное назначение садов того времени было выращивание полезных растений (плодовых, овощных, пряных и лекарственных), но в произведениях древнеримских писателей встречается описание около 10 сортов роз. Геродот уже в V веке до н. э. в своей «Истории» описывает сады царя Мидаса в Македонии и упоминает там махровую розу. Теофраст в 300 году до н. э. описывает сады Греции и даёт описание роз с 15, 20 и даже 100 лепестками. На великолепной мозаике из Помпеи, хранящейся в Неаполитанском музее, можно увидеть и дамасскую розу (Rosa ×damascena), родиной которой несомненно является восток, и уже оттуда она попала в сады Южной Италии. С распадом Римской Империи садоводство перешло в монастыри. Именно монастырские сады послужили прототипом садов по ту сторону Альп. Карл Великий в своей инструкции по управлению поместьями Capitulare de villis указал перечень растений, которые необходимо выращивать, среди которых были и розы. Во времена Каролингов в садах декоративные растения выращивались прежде всего с лекарственной целью, хотя, несомненно, обращалось внимание и на их красоту. Для венков и других украшений собирались полевые цветы. И только кусты роз удостаивались особого внимания и выращивались в садах. На картинах великих итальянских художников эпохи Возрождения мы можем увидеть розы, которые выращивались в итальянских садах того времени, родиной которых скорее всего является Италия. В 1309 году папа Климент V переехал со своим двором из Рима в Авиньон и центр католической церкви оставался там по 1377 год. Как свидетельствуют историки, уже в это время на территории папского дворца выращивались розы. В саду же епископа Эйхштедтского в начале XVII века росла 21 разновидность роз, привезённые в Европу с востока через Константинополь, включая дамасскую. Во времена миннезингеров существовали прекрасные сады с красными и белыми розами, которыми миннезингеры и увенчивались. С конца XIX века селекцию роз ведут почти во всех странах мира.
Существующее в настоящее время огромное разнообразие сортов роз образовано путём скрещивания и селекционного отбора нескольких сортов дикого шиповника. Многие сорта парковых махровых роз ведут своё происхождение от розы галльской (Rosa gallica), названной так за своё широкое распространение во Франции (Галлии). Культура этой розы и созданных на её основе сортов ведёт своё начало от Древнего Вавилона, затем Древней Греции и Древнего Рима, а с XIII века Франции и составила целую эпоху в истории роз, вплоть до XVIII века. Путём скрещивания розы галльской с другими видами были получены роза дамасская, роза столистная (Rosa ×centifolia) и роза белая. Приём скрещивания видов в отношении роз был известен в Европе уже в период Римской империи:522.
История садовых роз началась в конце XVIII — начале XIX веков, когда в Европу (сначала в Англию, а затем во Францию) из юго-восточной Азии были завезены виды вечнозелёных теплолюбивых роз со своеобразным ароматом лепестков, напоминающим запах чая. Эти розы обладали новыми декоративными качествами: кожистыми блестящими листьями, особым благородством формы бутонов и цветка и особенно важным свойством — ремонтантностью, то есть способностью к продолжительному многократному цветению. Усилия селекционеров были направлены на создание новых сортов, которые бы совмещали в себе ремонтантность азиатских и морозостойкость европейских роз. Долгое время этого достичь не удавалось, и лишь в начале XIX века удалось преодолеть нескрещиваемость этих двух групп роз.
Первым научную характеристику роз дал древнегреческий естествоиспытатель, философ и ботаник Теофраст. Он достаточно подробно описал дикие и садовые розы, обосновал приёмы их возделывания и размножения.
Первое упоминание о выращивании роз в России относится к началу XVI века. Предполагается, что в Россию они попали через балканские славянские племена. Массовое распространение получили только при Екатерине II. К концу XIX века розы начали выращивать на всей Европейской части России.
Важнейшие современные классы роз возникли на основе тетраплоидных видов (с числом хромосом 4n = 28) европейских (группа галльских роз) и диплоидных (2n = 14) азиатских культурных и дикорастущих роз (Rosa chinensis, Rosa moschata, Rosa gigantea). Большинство современных сортов Чайно-гибридных роз и флорибунда являются тетраплоидами.

## Ботаническое описание
Форма куста может быть от раскидистой до узкопирамидальной. Высота куста групп чайно-гибридных и флорибунда от 30 до 90 см; полиантовых — 30—45 см, некоторые сорта достигают 60 см; миниатюрные — 25—35 см. Группа плетевидных роз представляет собой кустарники с плетевидными, дугообразными стелющимися побегами от 2,5 до 6 метров длиной.
У роз принято различать два типа многолетних ветвей — основные или маточные, ветви и ветви с законченным ростом и пять типов однолетних побегов — ростовые, преждевременные, жировые, генеративные и силлептические.
Длина цветоноса у садовых роз колеблется от 10 до 80 см. Цветки роз удивляют своим многообразием. Их размеры колеблются от 1,8 см до 18 см, количество лепестков может составлять от 5 до 128, существует до десятка различных форм цветка, цветки могут быть как одиночные, так и в соцветиях от трёх до двухсот штук. Очень разнообразна цветовая гамма: нет только чисто-синих. Получен сорт зелёной розы, но он представляет интерес лишь для ботаников. Кроме однотонных существуют сорта роз с сочетанием окрасок, а также меняющие цвет в процессе цветения. Разнообразны ароматы различных видов и сортов роз. Кроме стандартного аромата дамасской розы, существуют розы с ароматом от фруктового и цитрусового до аромата благовоний и пряностей. Махровость многочисленных сортов культурных роз возникла в результате превращения части тычинок в лепестковидные стаминодии.

## Условия произрастания
В большинстве случаев розы теплолюбивы, но есть виды, растущие в условиях сурового климата.
Розы предпочитают яркое освещение и при значительном затенении почти или совсем не цветут, даже в полутени они истощаются и цветут очень слабо.
Почвы могут быть любые по составу, но для садовых групп — хорошо удобренные. Розы выращивают на почвах с нейтральной реакцией, на слабокислых — лишь в южных районах. Определение границ кислотности связано с интенсивностью процессов минерализации. Окраска же сортов проявляется более интенсивно на почвах со щелочной реакцией. Почвы для роз должны быть хорошо дренированными.
Для обильного и продолжительного цветения розы требуют постоянного полива.
Цветение роз обеспечивается в значительной степени системой обрезок, различной для разных групп роз.

## Наименование сортов роз
В соответствии с Международным кодексом номенклатуры культурных растений именование основывается на приоритете публикации. Каждый сорт может иметь только одно общепризнанное имя. Из нескольких названий, предложенных для данного сорта, избирается старейшее (за исключением специально оговорённых случаев), все остальные считаются синонимами. Использования забытых и устаревших названий сортов следует избегать, даже если эти названия имеют приоритет над широко распространёнными современными.
Если эпитет сорта был использован более одного раза в пределах класса, к названию сорта следует добавлять имя автора и даты создания или регистрации. Примеры: Rosa 'Maggie' Rudolf Geschwind, 1900; Rosa 'Maggie' Meilland International, 2003.
До уровня рода или вида розы называют в соответствии с Международным кодексом ботанической номенклатуры (МКБН).
Растениям, отвечающим критериям сорта или группы, даются сортовые эпитеты. Эти эпитеты добавляются к названию ботанического таксона и заключаются в одинарные кавычки. 
Например: Rosa 'Harlekin'.
При публикации названий сортов на языках, отличных от языка первоначальной публикации, переводить эпитет не следует. Можно применять транслитерацию (ISO 9) и транскрипцию. В том случае, если по маркетинговым соображениям эпитет сорта был переведён на другой язык, перевод эпитета следует рассматривать как торговое обозначение, а не как научное название.
Практика применения торговых обозначений (®, ™) в качестве дополнения к правильным названиям сортов Международным кодексом номенклатуры культурных растений не поддерживается. Согласно Конвенции УПОВ, если сорт предлагается к продаже или вводится в торговый оборот, разрешается использовать зарегистрированное наименование в сочетании с товарным знаком, коммерческим наименованием или другим подобным обозначением. В случае такого сочетания, наименование должно тем не менее быть легко узнаваемым. В силу исторических причин и противоречивости норм и правил именования сортов роз в разных странах, многие названия отличаются только наличием или отсутствием знаков ® и ™ ('Grace', 'Grace ® ™').
Современные сорта роз имеют оригинальное авторское название и многочисленные синонимы. Синонимы обычно являются коммерческими названиями и используются для привлечения внимания к сорту. Последние годы, крупные фирмы производители роз стали давать своим сортам регистрационные кодовые названия. Первый слог названия пишется с заглавными буквами и обозначает фирму оригинатора (селекционера) (KOR — Kordes, MEI — Meiland), а остальная часть слова строчными. Например сорт 'Tchaikovski' имеет кодовое регистрационное название MEIchibon, 'Schneewittchen ®' — KORbin. Регистрационные названия введены для защиты авторских прав селекционеров и с целью унификации.
С началом деятельности Международного центра регистрации роз (The International Registration Authority for Roses), положение с идентификацией сортов существенно упорядочилось. В печатных органах Американского общества розоводов («The American Rose Annual» и «The American Rose Magazine») публикуются все новые поступления. По мере накопления информационных материалов Международный центр регистрации совместно с Американским обществом розоводов и компанией Мак-Фарланд периодически выпускают Мировой каталог — «Современные розы» («Modern Roses»).
При этом следует помнить о том, что в этом издании сорта расположены в соответствии с названиями, принятыми в США, а подлинные оригинальные названия приводятся в скобках, что не согласуется с Международным кодексом номенклатуры. Пример: оригинальное название одного из популярных французских сортов чайно-гибридных роз — 'Madame A. Meilland', доставленный в США во время второй мировой войны сорт получил там новое 'Peace'. В Италии он был зарегистрирован как 'Gioia', а в Германии — 'Gloria Dei'. В справочных изданиях Международного центра регистрации роз данный сорт значится как 'Реасе', остальные названия указаны в качестве синонимов.
Международный центр регистрации роз на основании сведений о том, что какой-то старый сорт (выведенный 30 лет и более назад) предполагается исчезнувшим из торгового обращения, не имеет особого исторического
значения и не использован в родословных существующих сортов, приходит к заключению о возможности его повторного применения. На этом основании появляется регистрационное объявление о том, что 'Bonfire', Mlt. (Turbat, 1928) вышел из обращения, и его имя освобождается для повторного использования. Вслед за этим даётся описание нового сорта 'Bonfire', Fl. (МсGredy, 1971), для которого использовано освободившееся название. Однако в некоторых ботанических садах и частных коллекциях эти устаревшие сорта могут сохраняться, что приводит к появлению в каталогах разных по происхождению сортов под одним названием.

## Классификация
Все розы относятся к роду Шиповник (Rosa). В настоящее время существует несколько тысяч садовых сортов и гибридов роз, происхождение их зачастую теряется в глубине веков. Поэтому в основу современной классификации роз положено разделение на классы и условные группы на основе устойчивых садовых признаков, а не их видового происхождения. Эта классификация была создана Американским обществом розоводов (ARS) и утверждена в 1976 году Всемирной федерацией обществ розоводов (WFRS). Последняя версия была опубликована в «Modern Roses» XI. The World Encyclopedia of Roses. Academic Press. 2000.
Помимо этой классификации существуют и другие. Например, различают розы парковые и розы садовые. К парковым розам относятся красивоцветущие виды и сорта шиповника и их гибриды, разводимые в условиях сурового климата без укрытия на зиму или с лёгким укрытием. Садовые розы получены в результате многовековой культуры на основе вечнозелёных субтропических видов и их европейских гибридов. Эти виды и сорта требуют высокой культуры агротехники и укрытия на зиму. Им свойственно непрерывное цветение или повторное (ремонтантное) цветение после небольшого периода покоя. Цветочные почки закладываются на побегах текущего года.
По количеству лепестков в цветках розы делят на три типа: простые (в цветке максимум 7 лепестков), полумахровые (8—20 лепестков), махровые (более 20 лепестков).
Для сортов, имеющих лепестки с плавным переходом между различными цветами, выделяют следующие группы:
- белая смесь — включает сорта, лепестки которых в основном белые, но имеют участки других оттенков, например розового, красного, фиолетового;
- жёлтая смесь — включает сорта, лепестки которых в основном жёлтые, но имеют участки других оттенков, например розового, красного (например: 'Gloria Dei');
- оранжевая смесь — включает сорта, лепестки которых в основном оранжевые, но имеют участки других оттенков, например жёлтого, фиолетового;
- розовая смесь — включает сорта, лепестки которых в основном розовые, но имеют участки других оттенков, например оранжевого, жёлтого, фиолетового;
- красная смесь — включает сорта, лепестки которых в основном красные, но имеют участки других оттенков, например жёлтого, оранжевого;
- фиолетовая смесь — включает сорта, лепестки которых в основном фиолетовые, но имеют участки других оттенков, например розовато-лилового, лавандового;
- коричневая смесь — включает сорта, лепестки которых в основном коричневые, но имеют участки других оттенков, например красного цвета;
- разноцветные — сорта с лепестками, окрашенными в 2 и более несмешивающихся цвета[20].

В литературе часто встречаются упрощённые классификации роз по прикладному принципу: срезочные, горшочные и садовые. Садовые розы могут подразделять на:
- Миниатюрные;
- розы Патио;
- Бордюрные, или Многоцветковые;
- Благородные, или Крупноцветковые;
- Почвопокровные;
- Кустарниковые, или Шрабы;
- Старинные;
- Парковые;
- Плетистые; подразделяются на:
  - Старинные клаймеры;
  - Современные клаймеры;
  - Миниатюрные клаймеры;
  - Супер-рамблеры ;
  - Рамблеры[13].

## Аромат
Селекция роз в числе прочего, ведётся и в направлении улучшения и разнообразия ароматов. Сорта, отличающиеся интенсивным и интересным ароматом, более конкурентоспособны на международном рынке.
Список самых ароматных сортов по версии Американского общества розоводов (перечислены в алфавитном порядке):
| - 'Aida' - 'Captain Harry Stebbings' - 'Dublin' - 'Folklore' - 'Fragrant Cloud' | - 'Limelight' - 'Miss All-American Beauty' - 'Mr. Lincoln' - 'Royal Highness' - 'Tiffany' |

Роза применяется в парфюмерной промышленности. В учебном пособии для средних специальных учебных заведений, составленном Т. А. Мельниченко, утверждается, что аромат розы «помогает предотвратить вспышки гнева, снимает усталость».

## Агротехника

### Посадка
Для северных регионов допустимо заглубление места прививки до 20 см, что активно практикуют розоводы Швеции. В средней полосе России, при условии, что почва окультурена, достаточно 5—7 см.
Перед высадкой нужно замочить розы в воде, вы можете это сделать за несколько часов до посадки, допускается замачивание на ночь. Зачем это нужно делать? Это необходимо обязательно делать для всех роз с открытой корневой системой для того, чтобы корни могли напитать достаточное количество влаги. Саженцы с закрытой корневой замачиваются по этой же причине, но с дополнительным фактором.

### Подкормка
Без профилактических обработок от грибных болезней и без применения высококачественных удобрений с микроэлементами роза любого сорта и любого бренда не сможет поддерживать декоративный эффект в течение всего сезона.

### Обрезка

#### Обрезка парковых роз
У парковых роз закладка цветочных почек происходит на побегах предыдущего года и на более старых ветвях в их средней и верхней частях, поэтому обрезку производят слабую сразу после окончания цветения, весной полностью удаляют слабые и отмершие ветви.

#### Обрезка плетистых роз
Вырезку лишних растущих побегов у плетистых роз лучше производить пока они не одеревенели и заменить выщипыванием ещё травянистых побегов. Для обеспечения обильного цветения нужно оставлять 2—3 цветущих побегов и 3—5 побегов замещения, которые зацветут на следующий год. В дальнейшем цветочные почки образуются на прошлогодних ветвях в верхней трети побегов. В средней полосе, если весной образовались полноценные побеги замещения, отцветшие побеги лучше вырезать осенью, сразу после цветения, так как гибкость побегов с возрастом уменьшается и их трудно будет пригнуть к земле для зимнего укрытия. Кусты плетистых роз в средней полосе должны состоять из одно- и двухлетних побегов. Обрезку ветвей нужно производить слабую, чтобы не срезать цветочные почки. По другим рекомендациям обрезают лишь повреждённые морозами, засохшие побеги и их части, а также ветви старше четырёхлетнего возраста как малопродуктивные.

#### Обрезка садовых роз
Садовые розы закладывают цветочные почки в текущем году, поэтому их обрезку, не опасаясь повредить цветению, проводят весной или поздней осенью (в районах с мягким климатом). Обрезка может быть сильной, средней и слабой в зависимости от того, в какие сроки требуется получить цветение и каким оно должно быть. При слабой обрезке оставляют лишь верхние слабые почки, оставляя 7—10 почек на побеге, при средней оставляют 4—5 почек, при сильной — 2—3 почки.
При слабой обрезке из верхних и средних почек образуются короткие веточки, зацветающие уже в июне. Куст обильно цветёт, но побегов, пригодных для срезки не даёт. При средней обрезке образуются более длинные ветви, но зацветают они позднее. При сильной обрезке образуются мощные побеги, которые зацветают на 1—1,5 месяца позднее (у чайногибридных сортов) или не цветут вообще (у ремонтантных сортов). Наиболее часто применяют среднюю обрезку, которая обеспечивает и обильное цветение и возможность срезки цветов на букеты. Сильную обрезку применяют при плохой зимовке.

### Зимовка

#### Подготовка к зимовке
На успех перезимовки оказывает существенное влияние физиологическое состояние растений. Готовить розы к зиме рекомендуется, начиная с августа. Для этого вносятся фосфорные и калийные удобрения, которые значительно повышают зимостойкость роз. Усиление фосфорного и калийного питания на фоне одной дозы азота (NPK − 1:2:2) способствует не только синтезу углеводов в листьях, но и обуславливает усиленный отток углеводов из листьев в стебли и корни. Под влиянием удобрений, внесённых в оптимальных соотношениях, образуется большее количество сахаров (в основном сахарозы), которая предохраняет растения от отрицательного воздействия низких температур и других неблагоприятных условий.
В начале осени на плетистых и высокорослых розах делают прищипку, это ускоряет вызревание, одревеснение молодых побегов.
В Приморье во второй декаде октября кустовые розы обрезают на 5—7 почек; больные, недозревшие (молочные) побеги вырезают до уровня почвы. Молочные побеги обычно вымерзают, но в некоторых регионах могут перезимовать, если их удаётся сохранить от осенних заморозков до укрытия роз на зиму. Во второй декаде октября макушки на молодых побегах прищипывают.
В средней полосе России пригибание растений рекомендуется осуществлять при положительных температурах в несколько этапов начиная с конца сентября. Перед укрытием на зиму обрезанные кустовые розы и уложенные высокорослые, плетистые и штамбовые розы обрабатывают фунгицидами (Бордоская жидкость, Бургундская жидкость), срезы замазывают садовым варом или глиной.

#### Укрытие
Разработка методов сохранения растений роз в зимний период имеет весьма длительную историю, специфичную для каждого региона умеренного пояса Земного шара. Успех перезимовки зависит от зимостойкости растений, их физиологического состояния, подготовки к зиме и способов укрытия.
- Хранение в подвальном помещении. Подвал перед использованием окуривается серой. Зимой поддерживается температура от −2 до −4 °С. Если температура поднимется выше 0 °C, то с января розы тронутся в рост, чего следует избегать. Подвал необходимо периодически проветривать и окуривать серой. Розы, зимующие в подвалах, не проходят периода минусовых температур, поэтому цветут слабее, позже вступают в фазу цветения, быстрее стареют.
- Укрытие роз с применением «покрышки». Способ предложен в 1929 году в Ленинграде Н. И. Кичуновым.
- Воздушно-сухое укрытие. Применение воздушно-сухого способа укрытия растений в оптимальные сроки позволяют культивировать розы в открытом грунте весьма продолжительное время. Розы, зимующие в грунте, раньше зацветают; развитие куста, побегов, бутонов более мощное, полноценное. Суть этого укрытия состоит в том, что между укрытием и почвой сохраняется воздушный слой 15—20 см, в котором происходит свободная циркуляция воздуха. Этот способ создаёт возможности для успешного культивирования садовых роз в зоне рискованного земледелия и оптимальные условия для перезимовки кустов, что позволяет сохранить их полностью[29].
До наступления устойчивых отрицательных температур розы готовят к зимовке. Производится обрезка всех невызревших и жировых побегов и снятие листьев. Вызревший побеги пригибают пришпиливанием к грунту или обрезают до высоты укрытия. Подготовленные кусты окучивают на пять-семь см (на юге), на 10—12 см (в средней полосе России). Над кустами устанавливается прочный дугообразный каркас, поверх которого укладываются соломенные или камышовые маты, поролон, или воздухопроницаемый синтетический укрывной материал (Агротекс или другие). Концы укрытия должны касаться земли. Поверх укрывного материала некоторые источники рекомендуют расстилать плёнку, которая должна быть прижата верёвками или грузом для защиты от ветра. Для хорошего проветривания растений под укрытием торцы каркаса держат открытыми до установления постоянной наружной температуры воздуха в диапазоне от −6 °C до −8 °C. Затем торцы закрывают. В регионах с суровыми зимами поверх укрытия производится дополнительная навалка снега. Наблюдения показали, что укрытие матами способствует поддержанию температуры не ниже −4 °C (на Кавказе). При постоянных морозах не ниже −20 °C можно ограничиться только плёнкой. Ограниченный от наружного слой воздуха над розами, сам по себе является защитой растений от низких температур. После окончания морозов, весной, розы открывают и подвергают формирующей обрезке[30]. При зимнем укрытии роз с использованием плёнки под укрытием может образоваться избыточная влажность, что нередко приводит поражению роз инфекционным ожогом[31].

### Размножение

#### Черенкование и корнесобственные розы
Оптимальный период для черенкования — первая волна цветения, когда можно срезать ещё зелёные черенки, находящиеся в начальной стадии одревеснения. В условиях Московской области черенкование должно быть закончено не позже 15 июля. При более поздних сроках черенкования укоренившиеся черенки не успевают достаточно развиться до осени и отмирают в течение зимы. Лучше всего укореняются черенки из слаборастущих полуодревесневших побегов; для черенкования можно использовать мелкие «угнетённые» побеги, которые обычно удаляются при прореживании куста. Горшки размещают в светлой теплице при температуре +5°С и выше. В первой половине ноября необходимо сделать уравнивающую обрезку (исключение: саженцы плетистых роз), оставляя побеги высотой 15—20 см, затем поставить горшки в подвал (+2—5°С) на зимнее хранение. В этот период важно не допускать переувлажнения или пересыхания земляного кома.
Для размножения зелёными черенками целесообразно брать розы с высокой степенью укореняемости черенков, в первую очередь легкоукореняемые Плетистые (мелкоцветные и крупноцветные), Полуплетистые и Миниатюрные; все сорта в пределах этих групп укореняются на 90—100 %. Пригодны для зелёного черенкования и среднеукореняемые розы: Флорибунда, Полиантовые, Чайногибридные, Ремонтантные, а также парковые розы из групп Альба и Ругоза. Большинство других парковых роз, объединённых в группы: Лютея, Пимпинеллифолия, Дамасские, Центифольные и другие, укореняются слабо (5—20 %).
Для повышения укореняемости зелёных черенков рекомендуется замачивание их базальных частей в водном растворе Циркона в концентрации 0,1 мг/л в течение 12—14 часов. Использование стимуляторов корнеобразования (Циркон, ИМК) в процессе укоренения зелёных черенков повышает приживаемость и выход корнесобственных саженцев в 1,1—1,5 раза.
Укоренённые черенки летних сроков черенкования не могут служить полноценным посадочным материалом для осенней посадки в грунт. У черенков в возрасте 3—4 месяцев ещё преобладают водянистые корешки в виде густой мочки, они чувствительны к избытку влаги, к незначительным морозам (от −5 °С до −7 °С), резким сменам температуры. Укоренённые черенки в течение первого осенне-зимнего сезона необходимо содержать в наиболее благоприятных для них условиях. Лучшие условия хранения черенков — умеренно холодное, сухое помещение (подвал, оранжерея). Небольшое промораживание растений (1—2 суток) благотворно влияет на их дальнейшее развитие. Затем растения помещают в подвал, где в течение всей зимы поддерживается температура от 0 до 5°С. Хранение укоренённых черенков в холодной оранжерее даёт наилучшие результаты. При температуре 1,3 °С и минимальном поливе растения почти полностью прекращают рост, хотя большинство из них не сбрасывает листья. В первой декаде мая растения можно высаживать в грунт на постоянное место.
Хорошо растут, цветут и перезимовывают корнесобственные розы только на дренированных, глубоко окультуренных (на 50—60 см), лёгких, богатых гумусом почвах с низким уровнем стояния грунтовых вод (не выше 1 м). Тяжёлые, глинистые, плохо прогреваемые почвы не пригодны для культуры корнесобственных роз, особенно сортов из группы Чайно-гибридных. На результат перезимовки корнесобственных роз в открытом грунте влияют не столько низкие температуры, сколько избыток влаги в почве осенью и весной. Часто хорошо перезимовавшие растения отмирают весной вследствие вымокания и выпревания, особенно если на участке не обеспечен сток воды, и с роз долго не снимают зимнее укрытие.
Корнесобственные однолетние саженцы многих холодостойких парковых роз из групп: Спинозиссима, Альба, Лютея, Центифольные, Моховые, Французские и другие отличаются слабой устойчивостью в течение первого года культуры. Массовый выпад растений после посадки в грунт объясняется тем, что черенки многих парковых роз медленно укореняются и формируют устойчивую корневую систему. К моменту посадки в грунт на постоянное место у однолетних саженцев парковых роз почти отсутствует надземный прирост; единичные слабые корни отмирают при избытке влаги в почве, подсушивании, слабом морозе и т. п. С учётом таких особенностей рекомендуется укоренённые черенки парковых роз доращивать в течение двух лет в наиболее благоприятных условиях. Исключением являются Гибриды розы Ругоза. У представителей этой группы роз однолетние укоренённые черенки имеют хорошо развитую устойчивую корневую систему и довольно сильные надземные приросты. Старые корнесобственные растения можно размножать при помощи многочисленных корневых отпрысков и делением куста.

## Болезни и вредители
Уколовшись шипом розы, можно заразиться споротрихозом — кожным грибковым заболеванием, одним из признаков которого является воспаление лимфатических узлов.